# Доня Добра
45°27′ пн. ш. 14°58′ сх. д. / 45.45° пн. ш. 14.97° сх. д.
Доня Добра (хорв. Donja Dobra) — населений пункт у Хорватії, у Приморсько-Горанській жупанії у складі громади Брод-Моравиці.

## Населення
Населення за даними перепису 2011 року становило 212 осіб.
Динаміка чисельності населення поселення:

## Клімат
Середня річна температура становить 8,41 °C, середня максимальна – 21,67 °C, а середня мінімальна – -6,26 °C. Середня річна кількість опадів – 1457 мм.
| Клімат поселення                              | Клімат поселення | Клімат поселення | Клімат поселення | Клімат поселення | Клімат поселення | Клімат поселення | Клімат поселення | Клімат поселення | Клімат поселення | Клімат поселення | Клімат поселення | Клімат поселення | Клімат поселення |
| Показник                                      | Січ.             | Лют.             | Бер.             | Квіт.            | Трав.            | Черв.            | Лип.             | Серп.            | Вер.             | Жовт.            | Лист.            | Груд.            |                  |
| Середній максимум, °C                         | 5,69             | 6,63             | 9,55             | 13,46            | 18,38            | 21,67            | 21,45            | 20,93            | 17,19            | 12,94            | 7,77             | 4,24             |                  |
| Середня температура, °C                       | −0,29            | 0,64             | 3,57             | 7,49             | 12,42            | 15,71            | 17,60            | 17,09            | 13,33            | 9,08             | 3,92             | 0,40             |                  |
| Середній мінімум, °C                          | −6,26            | −5,34            | −2,4             | 1,51             | 6,43             | 9,72             | 13,75            | 13,22            | 9,48             | 5,23             | 0,07             | −3,45            |                  |
| Норма опадів, мм                              | 85               | 89               | 107              | 125              | 110              | 132              | 104              | 117              | 136              | 162              | 165              | 125              |                  |
| Середньомісячна швидкість вітру, м/с          | 2.01             | 2.17             | 2.43             | 2.34             | 2.20             | 2.06             | 1.96             | 1.94             | 1.88             | 2.00             | 2.17             | 2.15             |                  |
| Середньомісячна сонячна радіація, кДж/м²·день | 4219             | 6969             | 10253            | 14579            | 18771            | 20348            | 21686            | 18413            | 13497            | 8726             | 4638             | 3516             |                  |
| --------------------------------------------- | ---------------- | ---------------- | ---------------- | ---------------- | ---------------- | ---------------- | ---------------- | ---------------- | ---------------- | ---------------- | ---------------- | ---------------- | ---------------- |
| Джерело:                                      |                  |                  |                  |                  |                  |                  |                  |                  |                  |                  |                  |                  |                  |